# Операционные системы БК-0010/11
Это список операционных систем, разработанных для семейства компьютеров БК — БК-0010, БК-0010-01, БК-0011 и БК-0011М.
| Название  | Совместимость           | Файловая система         |
| --------- | ----------------------- | ------------------------ |
| MicroDOS  | БК-0010(01)             | MicroDOS                 |
| NORTON-БК | БК-0010(01)             | MicroDOS                 |
| ANDOS     | БК-0010(01), БК-0011(М) | FAT12, MicroDOS (чтение) |
| MK-DOS    | БК-0010(01), БК-0011(М) | MicroDOS                 |
| CSI-DOS   | БК-0011(М)              | собственная              |
| NORD      | БК-0010(01), БК-0011(М) | MicroDOS                 |
| ОС БК-11  | БК-0011(М)              | RT-11                    |
| AO-DOS    | БК-0011(М)              | MicroDOS                 |
| BASIS     |                         |                          |
| DOSB10    | БК-0010(01)             | RT-11-совместимая        |
| PascalDOS | БК-0010(01)             | MicroDOS                 |
| DX-DOS    | БК-0010(01), БК-0011(М) | FAT12                    |
| HC-DOS    |                         |                          |
| РАМОН     | БК-0010(01)             | RT-11-совместимая        |
| KMON      | БК-0010(01)             | RT-11-совместимая        |
| Turbo-DOS | БК-0010(01)             | собственная              |
| OS/A WASP |                         |                          |
| BKUNIX    | БК-0010(01), БК-0011(М) |                          |

## MicroDOS

MicroDOS

MicroDOS (MDOS) — одна из первых операционных систем для персональных компьютеров БК-0010 и БК-0010-01. Имела достаточно богатую систему команд, поддерживала пакетные файлы. В отличие от многих аналогов умела работать с дисководом.
Файловая система MicroDOS стала фактически стандартом для операционных систем для БК, она умела отслеживать одноимённые файлы, и даже предлагала пользователю выбор, что сделать при попытке записать файл с уже существующим именем.
Внешне и по командам система напоминала MS-DOS.
MicroDOS имела серьёзный недостаток в виде низкой надежности. Это привело к возникновению новых, более продвинутых ОС, в первую очередь ANDOS и MK-DOS.

## NORTON-БК

Работа в Norton-БК v1.02

NORTON-БК — простейшая операционная система для советских персональных компьютеров БК-0010 и БК-0010-01 с интегрированными в ядро функциями оболочки. Первоначально (версия 1.05) предназначалась для прошивки во внешнем ПЗУ. Использовалась файловая система MicroDOS, благодаря чему можно было использовать диски других операционных систем для БК, например, ОС NORD. Имела некоторое распространение до появления ANDOS и MK-DOS.
- Образ диска NORTON-БК v.1.02 Архивная копия от 28 сентября 2007 на Wayback Machine

## ANDOS

ANDOS

ANDOS — создавалась в 1990 году Сергеем Авдюшиным (автор идеи) и Алексеем Надёжиным, по именам которых ОС и получила название. Впоследствии к проекту подключился Сергей Камнев. Система позволяла запускать старые программы для БК-0010. Использовалась файловая система FAT12, совместимая с MS-DOS; также поддерживалась работа с MicroDOS в режиме чтения. ANDOS позволяла работать с несколькими дисководами (до 4) и жёстким диском. Последняя версия ANDOS 3.30 вышла в 1997 году.

## MK-DOS

MK-DOS

MK-DOS (MKDOS) — одна из наиболее распространённых (наряду с ANDOS) операционных систем для БК, написанная Михаилом Королёвым и Дмитрием Бутырским. Разработка системы началась в 1992 году. Последняя версия MK-DOS — 3.17. Как и ANDOS, она обеспечивала функции полной совместимости операционной среды между моделями компьютеров, на которых работала. На БК-0011 и БК-0011М в память загружалась копия ПЗУ БК-0010. Все обращения старых программ к магнитофону перехватывались и направлялись на диск. Операционная система поддерживала до 4-х дисководов и жёсткий диск.

## CSI-DOS

CSI-DOS

CSI-DOS — дисковая операционная система, сделанная в Самаре. CSI-DOS использовала свою уникальную файловую систему, и поддерживала только цветной графический режим работы. Система поддерживала работу с жёстким диском и дисководами. В памяти компьютера также создавался виртуальный электронный диск. Система была рассчитана на «продвинутых» пользователей, в частности, в её состав входили средства для работы с музыкальным сопроцессором AY-3-8910(12) и музыкальным устройством Covox. Существует ряд игр и демонстрационных программ, написанных специально для CSI-DOS. CSI-DOS не получила сравнительно широкого распространения прежде всего из-за её высоких системных требований и отсутствия совместимости с более ранними и более дешёвыми компьютерами БК-0010 и БК-0010-01.
В систему была встроена система a-la Turbo Vision с удобным API, позволяющая легко создавать оконные приложения для CSI-DOS, а также файловая оболочка X-Shell.

## NORD

NORD

NORD — Первоначально было две отдельные версии системы — для БК-0010(01) и для БК-0011(М), которые поддерживали диски до 16 Мб, потом вышла специальная «винчестерная» версия, работающая со всеми компьютерами линейки и способная работать с дисками до 32 МБ, разбивая их на до 20 логических разделов. В ОС NORD использовалась популярная на БК файловая система MicroDOS. Функции ввода-вывода и Norton Commander-подобная оболочка были интегрированы в ядро системы. В поставке для БК-0011(М) система комплектовалась СУБД NORD BASE. ОС NORD была достаточно популярна.
- Образ диска NORD 2.11 Архивная копия от 4 октября 2007 на Wayback Machine

## ОС БК-11

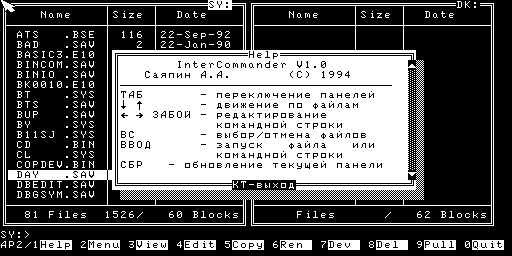
ОС БК-11

ОС БК-11 по сути являлась единственной «официальной» ОС для этих компьютеров, поддержанной производителем, и входила в комплект поставки компьютера. Будучи адаптированным для БК вариантом RT-11, являлась практически единственной профессиональной ОС для БК-0011(М). Включает файловую оболочку InterCommander.
Первоначально ОС БК-11 была довольно популярна, поскольку альтернативных вариантов не существовало. Не все имевшиеся ОС для БК-0010 работали на компьютерах БК-0011(М). Но вскоре для БК-0011(М) появилось много альтернативных ОС, и популярность ОС БК-11 стала быстро падать — прежде всего из-за несовместимости с компьютерами БК-0010(01), а также из-за того, что она использовала несовместимый с другими операционными системами для БК формат исполняемых файлов и файловую систему.

## AO-DOS

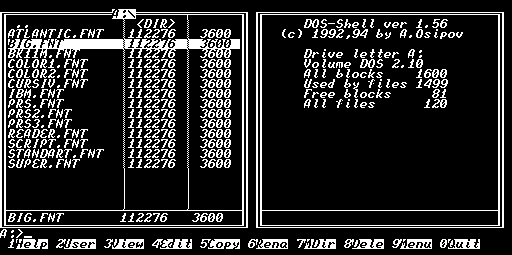
AO-DOS с нестандартным шрифтом

AO-DOS — дисковая операционная система. Использовала файловую систему MicroDOS. Имела развитый язык командной строки, поддержку пакетных файлов. Также включала Norton Commander-подобную оболочку DOS-SHELL. Позволяла создавать виртуальный электронный диск в памяти компьютера. Поддерживала (в последней версии) до 23 дисковых устройств. Имела отдельные от ядра системы драйверы ввода-вывода.

## DOSB10
DOSB10 — дисковая операционная система для советских персональных компьютеров БК-0010 и БК-0010-01, разработанная А. И. Винниченко. Существовала также более ранняя версия системы OSB10, предназначенная для БК-0011(М). По идеологии построения система близка к RT-11 (хотя и не совместима с ней). Язык командной строки тоже похож на RT-11. DOSB10 использует файловую систему, совместимую с RT-11, но с некоторыми особенностями, в частности, с допустимой длиной имени файла до 16 символов, содержит утилиты для переноса файлов в файловые системы FAT12 и MicroDOS. Обладает довольно полным набором возможностей (пакетные файлы, электронный диск в памяти компьютера, работа с логическими разделами), но проигрывает другим операционным системам для БК в удобстве работы с утилитами и оболочкой.

## PascalDOS
PascalDOS — операционная система для советских персональных компьютеров БК-0010 и БК-0010-01, предназначенная для программирования на языке программирования Паскаль, компилятор которого входил в комплект поставки. Это единственная операционная система для БК-0010, которая позволяла программировать на стандартном Паскале, удовлетворявшем стандарту ISO. По внутренним вызовам система была в чём-то похожа на RT-11, хотя для хранения данных использовала распространённую на БК файловую систему MicroDOS. Поскольку компилятор Паскаля требовал большого количества системных ресурсов, ОС была максимально упрощена.
Язык командной строки PascalDOS напоминал язык командной строки стандартной для БК ассемблер-системы. Система не имела файловой оболочки.

## DX-DOS

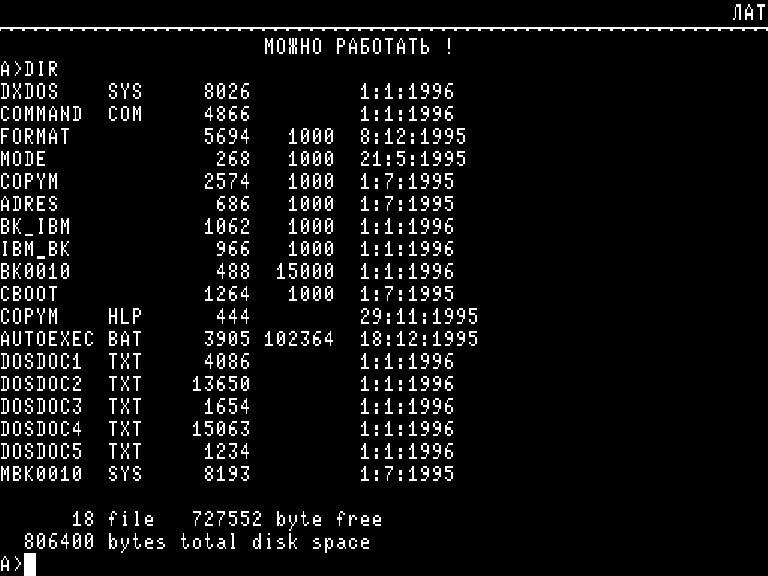
DX-DOS

DX-DOS — Автор системы А. В. Храмцов из города Армавир. Операционная система преследует цель достижения максимального сходства с MS-DOS. Она содержит богатый интерпретатор командной строки, поддерживает пакетные файлы. Используемая файловая система — FAT12. Система поддерживает перенаправление вызовов с магнитофона на диск для старых программ, буферизацию ввода-вывода и произвольный доступ к файлам. Позиционировалась система как полностью открытая для разработчиков. DX-DOS не получила широкого распространения, поскольку у неё отсутствовала удобная для пользователя файловая оболочка.

## РАМОН
РАМОН (сокр. от РАсширенный МОНитор) — встроенная операционная система для советских персональных компьютеров БК-0010 и БК-0010-01, разработанная Александром Ермаковым из города Шяуляй. РАМОН прошивался в ПЗУ компьютера и предоставлял командную строку и возможности обмена файлами между устройствами, а также их запуск. Поддерживал до 4-х дисковых устройств, а также принтер и магнитофон. Используемая файловая система совместима с файловой системой RT-11.

## Turbo-DOS
Turbo-DOS — одна из примитивных операционных систем для БК-0010 и БК-0010-01, по идеологии близкая к KMON. По файловой системе ни с чем не совместима. Используемая файловая система поддерживала имена файлов до 16 символов.

## BKUNIX

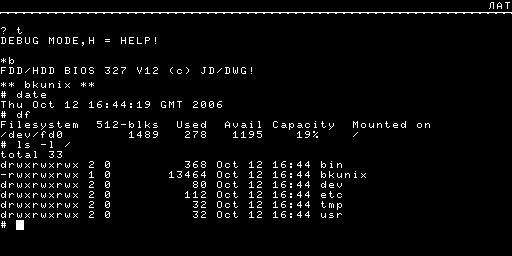
BKUNIX

BKUNIX основана на ядре LSX (вариант UNIX V6) и распространяется под лицензией GPL. Разрабатывалась в 2006 году Сергеем Вакуленко и Леонидом Брухисом. В настоящий момент система успешно загружается и имеет базовую функциональность. Для БК-0010 и БК-0011М требуются разные компиляции ядра, но остальные утилиты взаимно совместимы. В системе может работать одновременно до трёх процессов и быть смонтировано до двух файловых систем.
Файловая система Unix V6.
- BKUNIX с эмулятором БК Архивная копия от 24 июля 2011 на Wayback Machine